# Tula Roy
Tula Roy (* 1934 in Bueriis, Italien) ist eine Schweizer Filmemacherin und Pionierin des Schweizer Films. Von ihr stammt einer der wichtigsten Filme über die Schweizer Frauengeschichte mit dem Titel Eine andere Geschichte.

## Leben und Werk
Tula Roy war nach einer Ausbildung als Fotografin in Basel freiberuflich für Presse, Architektur und Industrie tätig. Nach Filmkursen an der F+F in Zürich und an der Hochschule für Gestaltung Zürich arbeitet sie als freischaffende Filmemacherin. Weiter hat sie eine Lehrtätigkeit am Pestalozzianum in Zürich. Seit Mitte der 1970er Jahre entstehen zahlreiche Filme, oft in Zusammenarbeit mit Kameramann Christoph Wirsing. 1975 realisierten Tula Roy und Christoph Wirsing ihren ersten Dokumentarfilm Lady Shiva: "Oder die bezahlen nur meine Zeit", ein Porträt der Sexarbeiterin Irene Staub. Ihre Filme thematisieren Politik, Feminismus, Prostitution, körperliche und geistige Beeinträchtigung, Erziehung, Jugend und Sexualität. Sie war Mitglied des Vereins CH-Filmfrauen.
Zu dem Film eine andere Geschichte sagt sie Feministinnen in Zürich hätten sie gefragt, ob sie einen Film zur Frauengeschichte in der Schweiz machen könne. Diese Anfrage resultierte in einer fast 3-stündigen Trilogie, die von feministischen Kämpfen und Strömungen in der Schweiz zwischen 1910 und 1991 handelt. Aktionen und Streiks für legale Abtreibung, das Frauenstimmrecht, gleichen Lohn, Mitspracherecht und gegen Gewalt gegen Frauen, verschiedene Strategien und Perspektiven von der Arbeiterinnenbewegung bis zu bürgerlichen Ansätzen wie das Buch Frauen im Laufgitter von Iris von Roten, das 1958 eine grosse Debatte anstiess. Die Trilogie erscheint 2021 in digitaler Fassung und erstmals auf Französisch in der Online-Edition filmo.
2020 und 2021 widmen die Solothurner Filmtage unter der Leitung von Anita Hugi ihre filmhistorische Sektion «Histoires du cinéma suisse» dem Filmschaffen von Schweizer Regisseurinnen. Unter dem Titel «Film.Pionierinnen» wurden im Januar 2021 zehn Filme der sieben Filmemacherinnen Tula Roy, Gertrud Pinkus, Lucienne Lanaz, Carole Roussopoulos, Marlies Graf Dätwyler, June Kovach und Isa Hesse-Rabinovitch gezeigt. Das Programm entsteht in Zusammenarbeit mit der Cinémathèque Suisse, der Schweizer Online-Edition filmo und dem Schweizerischen Nationalmuseum. Für das Filmprogramm werden zahlreiche dieser Filme digitalisiert und wieder verfügbar., Im Rahmen des Filmprogramms entsteht im Juni 2021 das Projekt «Her Story-Box» in welchem Tula Roy und die anderen geehrten Filmpionierinnen persönlich Einblick geben in ihr Schaffen. Das Projekt ist online frei verfügbar.
Ein weiteres Interview mit Tula Roy zum Film Jugend und Sexualität (1979) entstand 2023 und wurde in der virtuellen Ausstellung Eine Ausstellung zum frühen feministischen Film der Schweiz publiziert.

## Filmografie (Auswahl)
- 1975: Lady Shiva oder Die bezahlen ja nur meine Zeit[11][12]
- 1975: Jugend und Sexualität[13]
- 1978: Lieber ledig als unverheiratet[14]
- 1981: Ich möchte Bundesrat werden[15]
- 1992: Liebe – einfach kompliziert[16][17]
- 1994: Eine andere Geschichte – Ein Film in drei Teilen über politisch aktive Frauen in der Schweiz[16]

- 2002: Mittendrin[18]
- 2003: Spiel mit dem Sand[19]
- 2004: Selbstbestimmt leben
- 2006: Seiltänzer[20]
- 2008: Cesare Ferronato